# PD-168,077
PD-168,077 es un fármaco que actúa como un agonista de la dopamina selectivo para el subtipo D4, que se utiliza para investigar el papel de los receptores D 4 en el cerebro, particularmente relacionados con el aprendizaje y la memoria.